# Jean-César Fenouil
Jean-César Fenouil, né à une date inconnue à Marseille et mort en 1774 à Nice,  est un peintre français.

## Biographie
Jean-César Fenouil est un peintre portraitiste. Il brosse le portrait du comédien Pierre Louis Dubus dit Préville. Il est agréé à l'Académie royale de Paris en 1740 et expose plusieurs portraits au Salon. Il est un des fondateurs de l'Académie de peinture de Marseille avec Jacques-Antoine Beaufort, Jean-Joseph Kapeller et Michel-François Dandré-Bardon.

## Collections publiques

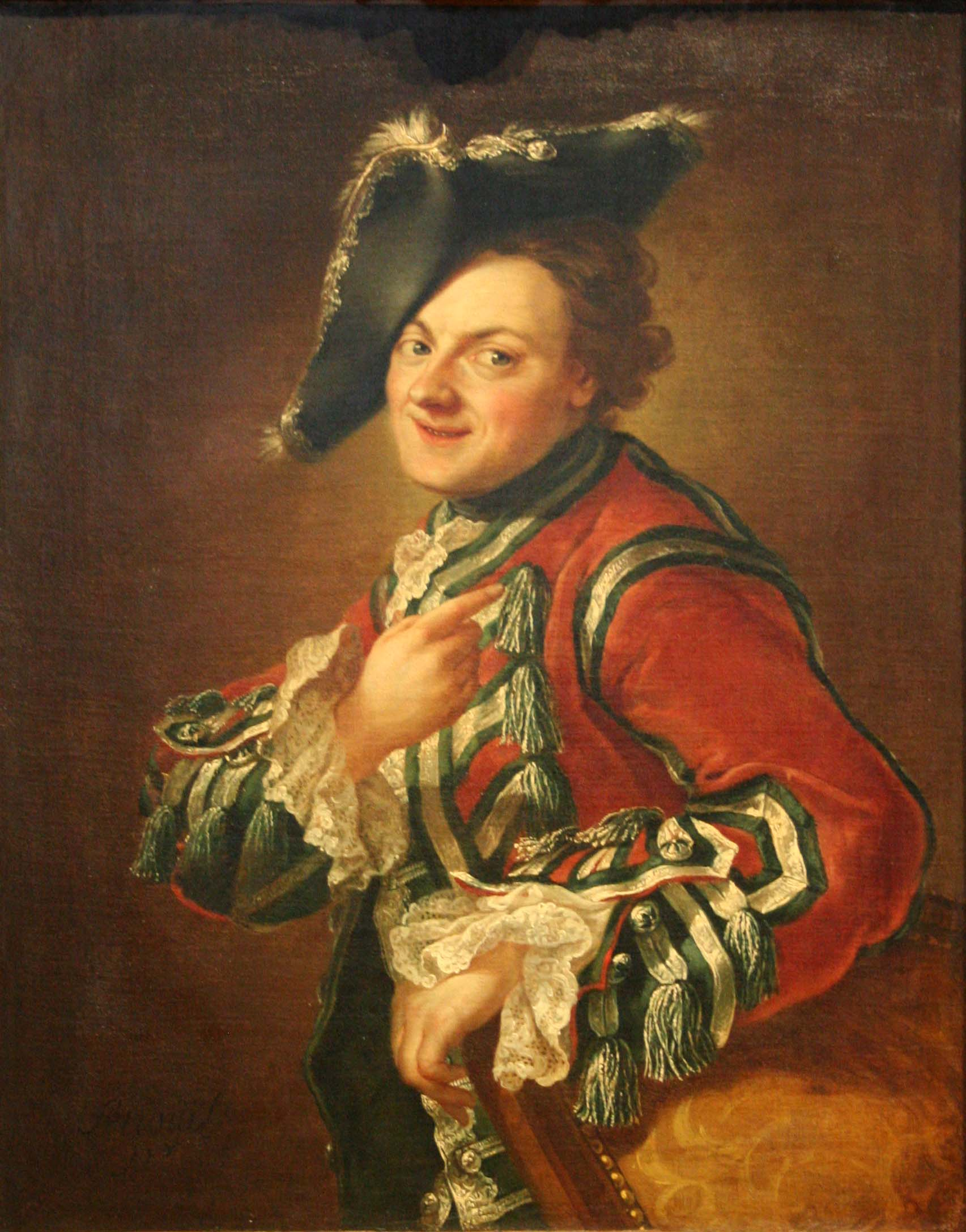
Portrait du comédien Préville (1751), musée des beaux-arts de Marseille.

Le musée des beaux-arts de Marseille conserve son Portrait du comédien Préville exécuté à Strasbourg en 1751.